# Witold Rogala
Witold Rogala (ur. 14 października 1914, zm. 13 lipca 1967) – polski ekonomista i działacz społeczny, poseł na Sejm Ustawodawczy (1947–1952), Sprawiedliwy wśród Narodów Świata

## Życiorys
Podczas okupacji niemieckiej Witold Rogala mieszkał przy ulicy Krasińskiego na warszawskim Żoliborzu razem z żoną Marianną Rogalą i synem Krzysztofem. Pracował w Warszawskiej Spółdzielni Mieszkaniowej. Zajmował się przydziałem mieszkań osobom narażonym na aresztowanie, w tym Żydom. Krótko przed wybuchem powstania w getcie warszawskim, w kwietniu 1943 r. Rogala zaopiekował się wspólnie z żoną 5-letnią Żydówką Martą Elbinger, która dysponowała fałszywymi dokumentami na nazwisko Brzezińska. Dziewczynę przedstawiano sąsiadom jako dziecko brata Marianny, Konstantego Jagiełły, przebywającego wówczas w KL Auschwitz. Rogala sprawował opiekę nad Martą do września 1945 r., kiedy to zgłosiła się ciotka Marty, Tusia Gewercman i zabrała dziewczynkę do siebie. Po roku dziecko wyjechało do innej krewnej do Izraela.
Poseł na Sejm Ustawodawczy (1947–1952). Dyrektor Stołecznego Zarządu Rozbudowy Miasta przy Prezydium Stołecznej Rady Narodowej. Od 1965 radny Stołecznej Rady Narodowej
Został pochowany na cmentarzu Wojskowym na Powązkach (kwatera A15, rząd 1, grób 24).

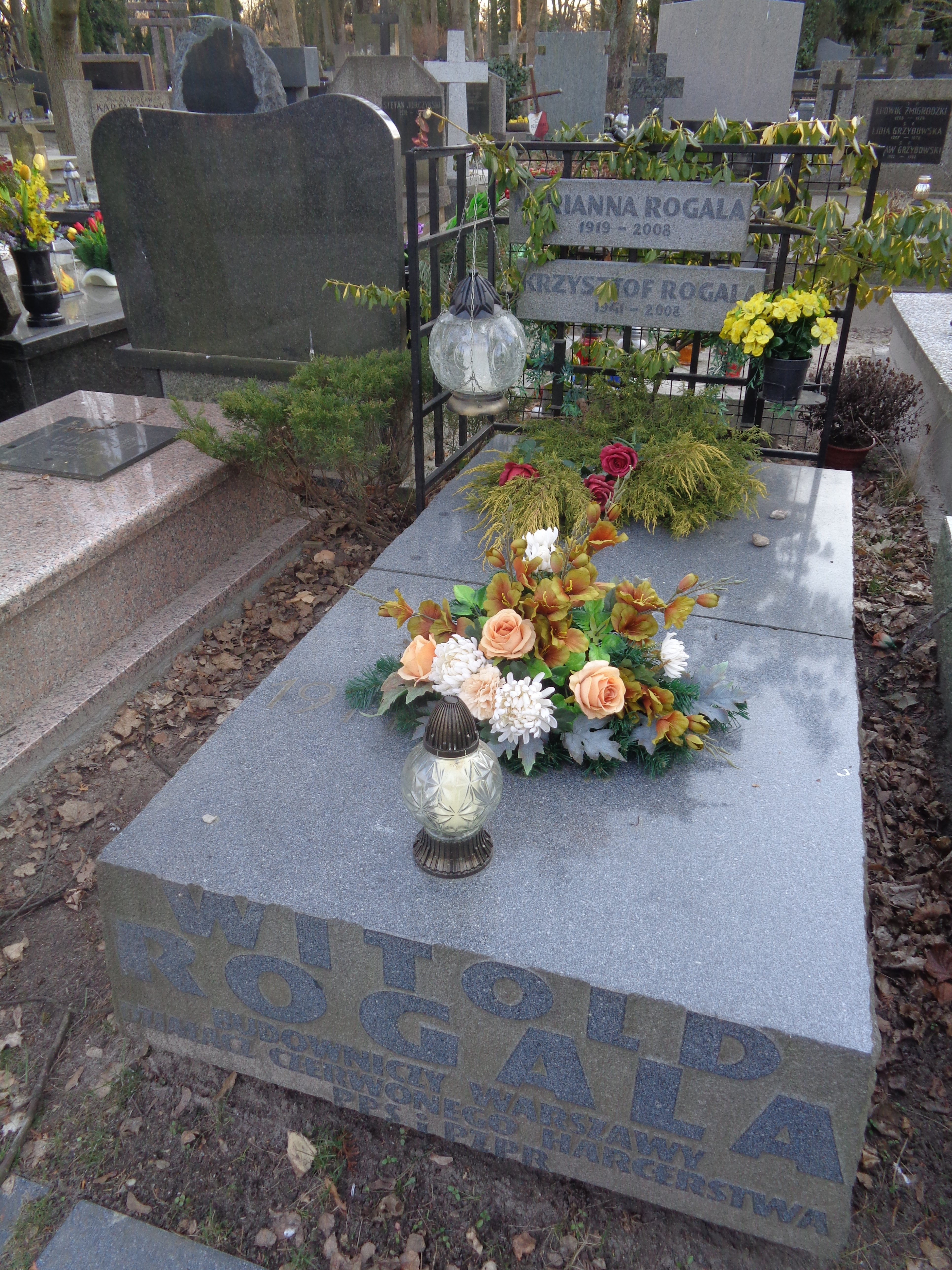
Nagrobek na cmentarzu Wojskowym na Powązkach

17 czerwca 1987 r. Witold Rogala został pośmiertnie uhonorowany przez Jad Waszem jako Sprawiedliwy wśród Narodów Świata. Wspólnie z nim odznaczenie przyznano jego żonie, Mariannie Rogali.

## Odznaczenia
- Krzyż Oficerski Orderu Odrodzenia Polski[5]
- Order Sztandaru Pracy II klasy[5]